# Casual (роман)
«Casual» — дебютный роман российской писательницы Оксаны Робски о жизни российской бизнес-элиты.

## Сюжет
Главная героиня — жена олигарха Сержа и мать малолетней дочери. Когда Сержа убивают, героиня «заказывает» человека, который, по её мнению, убил её мужа. Оказывается, что «заказали» невиновного человека. Светлана, любовница Сержа, беременна и рожает. Реальным заказчиком убийства Сержа оказывается брат Светланы, некий Вова «Крыса». После убийства Вовы Крысы главная героиня уезжает в Индию.

## Критика
Роман Оксаны Робски стал бестселлером, был переведён на английский язык. В 2005 году он вошёл в короткий список премии «Национальный бестселлер». Благодаря своему дебюту Робски стала первой представительницей российского высшего общества в литературе.
Татьяна Сотникова в журнале «Континент» отметила, что роман написан лучше стандартных детективов и стандартных книг «серьёзных прозаиков». Рецензент сайта Газета. Ru написал, что в литературном плане роман стерилен, и назвал автора говорящей сумкой «Шанель». Для Майи Кучерской ценность романа в том, что он передаёт «кукольное» ощущение жизни обитателей Рублёвки.